# オークニー諸島
オークニー諸島（英語: Orkney Islands、スコットランド・ゲール語:Arcaibh）は、北部諸島に含まれるイギリス領の諸島である。グレートブリテン島の北東沖合い、北海と大西洋の境界に位置する。人口は22,020人（2022年推計）。行政面ではスコットランドに属し、諸島全体でカウンシル・エリアを構成している。行政府所在地はメインランド島のカークウォール。気候は北緯59度と高緯度の割には温暖で、土壌が非常に肥沃である。牧畜などの農業のほか、北海油田の石油産業、風力産業、海洋資源産業がある。地元民はオーカディアン（Orcadian、オークニー諸島人）と自称し、豊かな民俗風習と方言を持つ。
かつては、諸島中央部のスカパ・フローはイギリス海軍の艦隊泊地であり、第一次世界大戦、第二次世界大戦中は主力であるグランドフリートや本国艦隊が所在した。

## 地理

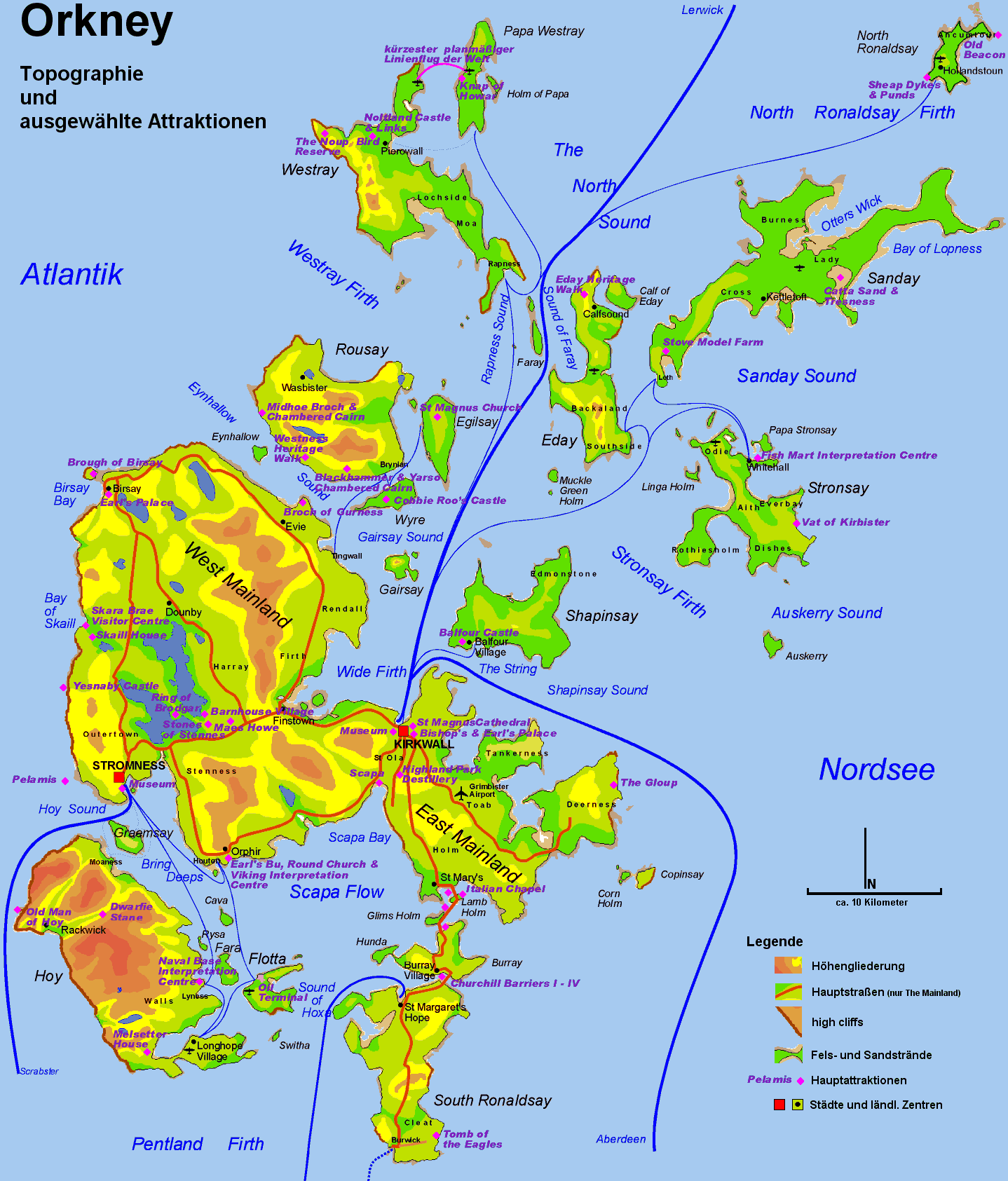
オークニー諸島の地勢図と、主要航路

オークニー諸島は約70個の島で構成されており、主な島はメインランド島のほか、サンデー島・ホイ島・ストロンゼー島・サウス・ロナルドセー島などがある。ノース・アイルズ（north isles）とサウス・アイルズ（south isles）に二分され、地質上は主に旧赤色砂岩から構成されている。
スコットランド本土（グレートブリテン島）とオークニー諸島との間を隔てる海峡はペントランド・ファース（ペントランド海峡）と呼ばれ、サウス・ロナルドセー島から本土のダンカンズビー岬の間、幅約10kmである。
オークニーの島々は、ホイ島の切り立った砂岩の丘、メインランド島、ラウゼー島西岸のごつごつした崖を除けば、全体的に起伏は少ない。ほぼ全ての島にロッホ（Loch、湖）があるが、大河川はなく、わずかに高地を浸す小川があるばかりである。海岸線は屈曲している。島々間の海峡は現地語で、サウンズ（sounds）やファース（firth）と呼ばれている。また、潮流は激しく、または地元民の一部が『止まり木』と呼ぶ流れは、頻繁に渦を引き起こして小島を速やかに取り巻く。オークニーは、強風が吹きやすく、一部を除き、自生した樹木を欠いている。

## 地質

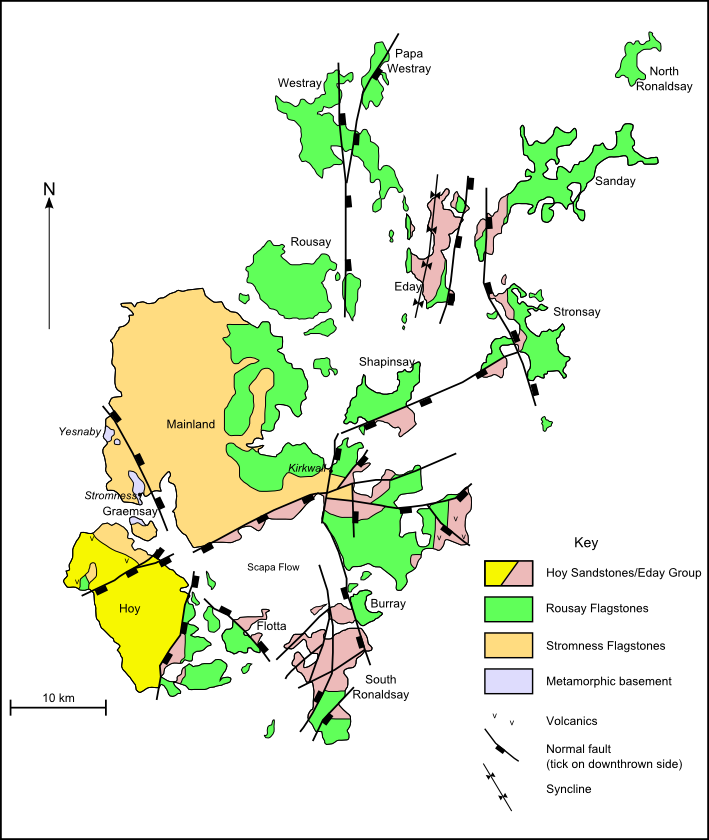
オークニー諸島の地質図

オークニー諸島の表層地質は、大部分がデボン紀中期に形成された旧赤色砂岩である。近接するスコットランド本土ケイスネス地方のように、この砂岩はモワーヌ累層群の変成岩の上位にある。この変成岩は主に片麻岩と花崗岩で構成され、ストロムネスの町とインガネスの間および、グラムゼー島の一部で見られる。。
デヴォン紀中期は、3つの累層群に分類される。最も下位の部分はほぼエイフェリアン期にあたり、オーカディー湖、デヴォン紀にオークニーからスコットランド北部にかけてあった湖）に堆積した砂岩の一種である板状のフラッグストンである。後にできたラウゼーフラッグストンは、ノース・アイルズとサウス・アイルズ、メインランド島東部の多くで見つかっている。
オールド・マン・オブ・ホイは、最重要なイデー累層群のフラッグストンからなり、場所によって800mの厚さがあり、傾斜したフラッグストンの上に不整合で被さる。その成因について議論が続いている。
オークニー諸島におけるデヴォン紀およびそれより古い岩石は、一連の西南西から東北東ないし南北方向の断層により切り刻まれている。その断層活動は、デヴォン紀における堆積の間も活発だったと考えられている 。強い南北の方向の褶曲軸がイデー島とシャピンゼー島の間を横切っている。
デヴォン紀中期の玄武岩がホイ島西部、メインランド島東部とシャピンゼー島で見つかっている。ホイ島の火山岩とその他2つの島の露頭の間の相関関係が建議されている。しかし、化学的組成の違い以外、これはいまだ明らかになっていない。ペルム紀後期のランプロファイア岩脈がオークニーのいたるところで見つかっている。
氷河擦痕と、北海の海底に由来するチョークおよび燧石などの迷子石の存在は、島の地形に及ぼした氷床の影響を示している。氷礫土で構成されたモレーンも、広い地域を覆っている。

## 自然

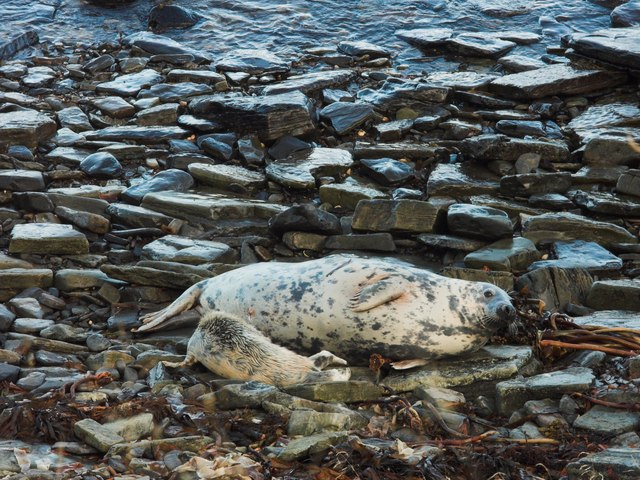
ハイイロアザラシの親子

オークニー諸島は野生動物の宝庫である。特にハイイロアザラシ、ゼニガタアザラシ、パフィンやミツユビカモメ、ハジロウミバト、オオトウゾクカモメといった海鳥である。クジラ、イルカ、ユーラシアカワウソも沿岸部周辺で見られる。内陸で暮らすオークニーハタネズミは、ハタネズミとは別の亜種で、固有種である。サンデー島、ウェストレー島、ラウゼー島、サウス・ロナルドセー島、メインランド島で見つかっており、5種類の別個の種類に分けられているが、この種がグレートブリテン島にはいないことはさらに注目に値する。
海岸線は色彩豊かな花で知られる。ウラギク、シラー・ヴェルナ、ハマカンザシ、イソマツ、エリカ・キネレア、カルーナである。プリムラ・スコシカは、オークニーの海岸、近接するケイスネス、サザーランドにしかない。
ヒツジのノース・ロナルドセー種は、飼いならされた動物としては珍しい種類である。彼らが餌として食べるのは大半が海藻であり、限りある内陸の牧草地を保存するために一年のほとんどを狭苦しい浜辺で過ごす。

## 島
島名についた-aや-ayといった接尾辞は、古ノルド語で島を意味する-eyを表す。holmとは古ノルド語で『小さくて丸い島』を意味するholmrから派生した名称である。

### メインランド島

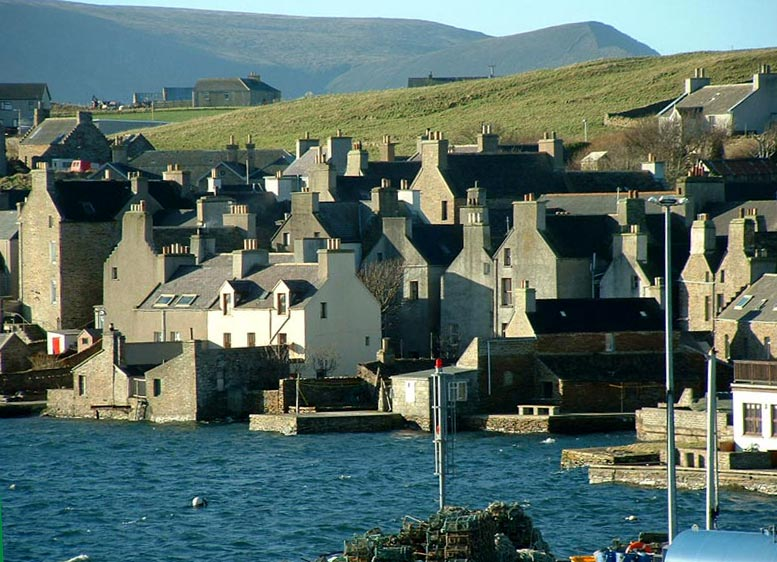
オークニー第2の町ストロムネス

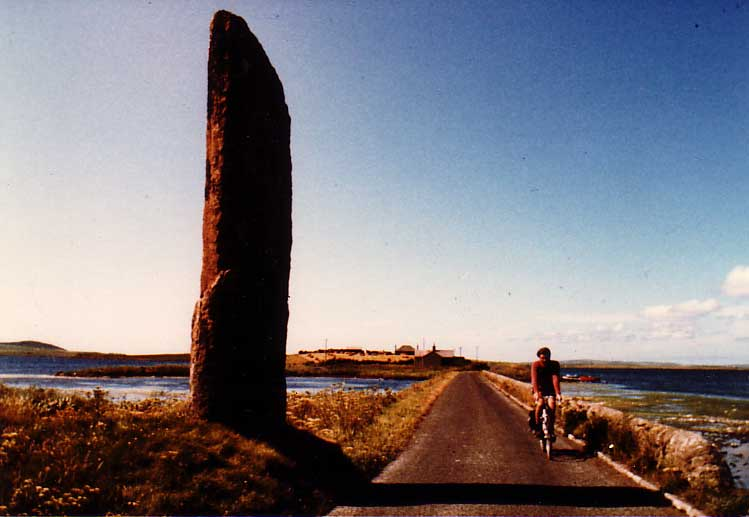
ロッホ・オブ・ステネス

メインランド島はオークニー諸島最大の島で、オークニーに2つあるバラ（中世以来の自由都市）、カークウォールとストロムネスはこの島にある。諸島内外をつなぐ空の便、フェリー便を含む交通の要所である。オークニー諸島人口の約75%以上がこの島に集中している。島は肥沃な農業地帯である。
島は大半がなだらかな低地であるが、北岸・西岸には切り立った崖が連なり、ロッホ・オブ・ハリーやロッホ・オブ・ステネスといった湖がある。島内には新石器時代、ピクト人、ヴァイキングが残した数多くの遺跡が点在する。主要な新石器時代遺跡4箇所は、UNESCO世界遺産オークニー諸島の新石器時代遺跡中心地として登録されている。
メインランド島には、島の北と南にある小島も含まれる。

### ノース・アイルズ
オークニー諸島北部の島々は、最も広範囲に及び、大半が中程度の大きさの島で構成される。フェリーや飛行機でメインランド島と往復が可能である。これらの島々では農業、漁業、観光業が経済の中心である。
オークニー諸島最北であるノース・ロナルドセー島は、最も近いサンデー島と4kmしか離れていない。最西部であるウェストレー島には550人ほどが暮らし、パパ・ウェストレー島との間をフェリーと飛行機が行き来している。エディー島はノース・アイルズの中心にある。島の中心はムーアで、泥炭の切り出し、石灰岩採石が島の主産業である。
ラウゼー島、エギルゼー島、ゲアゼー島は、エインハロウ・サウンドをはさんでメインランド島の西に浮かぶ。ラウゼー島にはチェンバード・ケアンを含む古代遺跡があり、エギルゼーには諸島唯一の円柱塔教会の遺構がある。ストロンゼー・ファースをはさんでさらに東側にはストロンゼー島とパパ・ストロンゼー島がある。オースケリー島はストロンゼーの南にあり、住民はたった5人である。

### サウス・アイルズ
スカパ・フローを取り巻く島々をサウス・アイルズと呼ぶ。ホイ島はオークニー第2の面積を持つ島で、島北部にあるウォードの丘は諸島中最も標高が高い。オールド・マン・オブ・ホイは有名な海食柱である。またホイ島には規模の大きな石油ターミナルがある。バーレー島はスカパ・フローの東にあって、土手道でサウス・ロナルドセー島とつながっている。この島には新石器時代のタカの墓がある。グラムゼー島とフロッタ島はどちらもフェリーでメインランド島とホイ島と行き来ができる。サウス・ウォールズ島には19世紀に防衛用に作られた砦、マーテロー塔がある。サウス・ロナルドセー島、バーレー島、ラム・ホルム島はどれもチャーチル・バリアーズによって陸路でメインランド島とつながっている。

## 気候
オークニー諸島の気候区分は、温帯の西岸海洋性気候に属する。北大西洋海流（メキシコ湾流）と偏西風の影響を受けているため、オークニー諸島は比較的高緯度にありながら著しく暖かく、（高緯度なので冷涼ではあるが、北半球で同緯度のほとんどの場所は冷帯に属し、カナダの東岸の一部は寒帯に属する）、また、気温の変化が比較的少なく、降雨も年中安定して存在する気候である。年間平均気温は8℃、冬期の平均気温は4℃、夏期の平均気温は12℃である。年間の降雨量は850mmから940mmの間である。風は気候の鍵となる特徴で、夏ですらほぼ安定した微風が吹いている。冬になると頻繁に強風が吹き荒れ、年平均52時間の強風を記録する。
| オークニー諸島(カークウォール・標高26m), 1981–2010, 極値 1951–現在の気候 | オークニー諸島(カークウォール・標高26m), 1981–2010, 極値 1951–現在の気候 | オークニー諸島(カークウォール・標高26m), 1981–2010, 極値 1951–現在の気候 | オークニー諸島(カークウォール・標高26m), 1981–2010, 極値 1951–現在の気候 | オークニー諸島(カークウォール・標高26m), 1981–2010, 極値 1951–現在の気候 | オークニー諸島(カークウォール・標高26m), 1981–2010, 極値 1951–現在の気候 | オークニー諸島(カークウォール・標高26m), 1981–2010, 極値 1951–現在の気候 | オークニー諸島(カークウォール・標高26m), 1981–2010, 極値 1951–現在の気候 | オークニー諸島(カークウォール・標高26m), 1981–2010, 極値 1951–現在の気候 | オークニー諸島(カークウォール・標高26m), 1981–2010, 極値 1951–現在の気候 | オークニー諸島(カークウォール・標高26m), 1981–2010, 極値 1951–現在の気候 | オークニー諸島(カークウォール・標高26m), 1981–2010, 極値 1951–現在の気候 | オークニー諸島(カークウォール・標高26m), 1981–2010, 極値 1951–現在の気候 | オークニー諸島(カークウォール・標高26m), 1981–2010, 極値 1951–現在の気候 |
| 月                                                                       | 1月                                                                      | 2月                                                                      | 3月                                                                      | 4月                                                                      | 5月                                                                      | 6月                                                                      | 7月                                                                      | 8月                                                                      | 9月                                                                      | 10月                                                                     | 11月                                                                     | 12月                                                                     | 年                                                                       |
| ------------------------------------------------------------------------ | ------------------------------------------------------------------------ | ------------------------------------------------------------------------ | ------------------------------------------------------------------------ | ------------------------------------------------------------------------ | ------------------------------------------------------------------------ | ------------------------------------------------------------------------ | ------------------------------------------------------------------------ | ------------------------------------------------------------------------ | ------------------------------------------------------------------------ | ------------------------------------------------------------------------ | ------------------------------------------------------------------------ | ------------------------------------------------------------------------ | ------------------------------------------------------------------------ |
| 最高気温記録 °C （°F）                                                   | 12.2 (54)                                                                | 12.8 (55)                                                                | 18.9 (66)                                                                | 18.3 (64.9)                                                              | 22.0 (71.6)                                                              | 22.8 (73)                                                                | 25.6 (78.1)                                                              | 24.8 (76.6)                                                              | 22.8 (73)                                                                | 19.4 (66.9)                                                              | 14.5 (58.1)                                                              | 12.8 (55)                                                                | 25.6 (78.1)                                                              |
| 平均最高気温 °C （°F）                                                   | 6.4 (43.5)                                                               | 6.4 (43.5)                                                               | 7.6 (45.7)                                                               | 9.5 (49.1)                                                               | 12.0 (53.6)                                                              | 14.0 (57.2)                                                              | 15.9 (60.6)                                                              | 16.0 (60.8)                                                              | 14.1 (57.4)                                                              | 11.4 (52.5)                                                              | 8.6 (47.5)                                                               | 6.8 (44.2)                                                               | 10.7 (51.3)                                                              |
| 平均最低気温 °C （°F）                                                   | 1.9 (35.4)                                                               | 1.7 (35.1)                                                               | 2.4 (36.3)                                                               | 3.8 (38.8)                                                               | 5.6 (42.1)                                                               | 8.1 (46.6)                                                               | 10.2 (50.4)                                                              | 10.3 (50.5)                                                              | 8.8 (47.8)                                                               | 6.7 (44.1)                                                               | 4.2 (39.6)                                                               | 2.3 (36.1)                                                               | 5.5 (41.9)                                                               |
| 最低気温記録 °C （°F）                                                   | −7.8 (18)                                                                | −7 (19)                                                                  | −6.8 (19.8)                                                              | −4.9 (23.2)                                                              | −2.1 (28.2)                                                              | 1.0 (33.8)                                                               | 3.4 (38.1)                                                               | 3.7 (38.7)                                                               | 0.5 (32.9)                                                               | −1.6 (29.1)                                                              | −5.5 (22.1)                                                              | −7.6 (18.3)                                                              | −7.8 (18)                                                                |
| 雨量 mm （inch）                                                         | 109.7 (4.319)                                                            | 93.3 (3.673)                                                             | 95.7 (3.768)                                                             | 60.3 (2.374)                                                             | 48.0 (1.89)                                                              | 52.7 (2.075)                                                             | 57.4 (2.26)                                                              | 66.3 (2.61)                                                              | 95.3 (3.752)                                                             | 126.0 (4.961)                                                            | 126.0 (4.961)                                                            | 107.8 (4.244)                                                            | 1,038.5 (40.886)                                                         |
| 平均降雨日数 （≥1.0 mm）                                                 | 20.1                                                                     | 16.8                                                                     | 17.9                                                                     | 13.4                                                                     | 10.6                                                                     | 10.7                                                                     | 11.6                                                                     | 12.5                                                                     | 16.2                                                                     | 19.6                                                                     | 20.8                                                                     | 18.5                                                                     | 188.7                                                                    |
| 平均月間日照時間                                                         | 32.2                                                                     | 59.3                                                                     | 98.2                                                                     | 136.8                                                                    | 190.0                                                                    | 148.6                                                                    | 132.2                                                                    | 129.7                                                                    | 105.3                                                                    | 75.8                                                                     | 40.1                                                                     | 24.5                                                                     | 1,172.4                                                                  |
| 出典1：Met Office                                                        |                                                                          |                                                                          |                                                                          |                                                                          |                                                                          |                                                                          |                                                                          |                                                                          |                                                                          |                                                                          |                                                                          |                                                                          |                                                                          |
| 出典2：Royal Dutch Meteorological Institute/KMNI                         |                                                                          |                                                                          |                                                                          |                                                                          |                                                                          |                                                                          |                                                                          |                                                                          |                                                                          |                                                                          |                                                                          |                                                                          |                                                                          |

観光客にとっての島の魅力のひとつは、『日の沈まない夏』である。夏至になると、GMTで午前3時に夜が開け、午後9時29分頃に日没を迎えるが、完全に暗くはならない。この長時間の夕暮れは、北の島嶼部でsimmer dimとして知られる。対照的に冬の夜は長い。冬至には午前9時5分頃に夜が明け、午後3時16分頃に日が沈む。冬のこの時期に、オーロラが北の水平線上で時折見ることができる。

## 語源

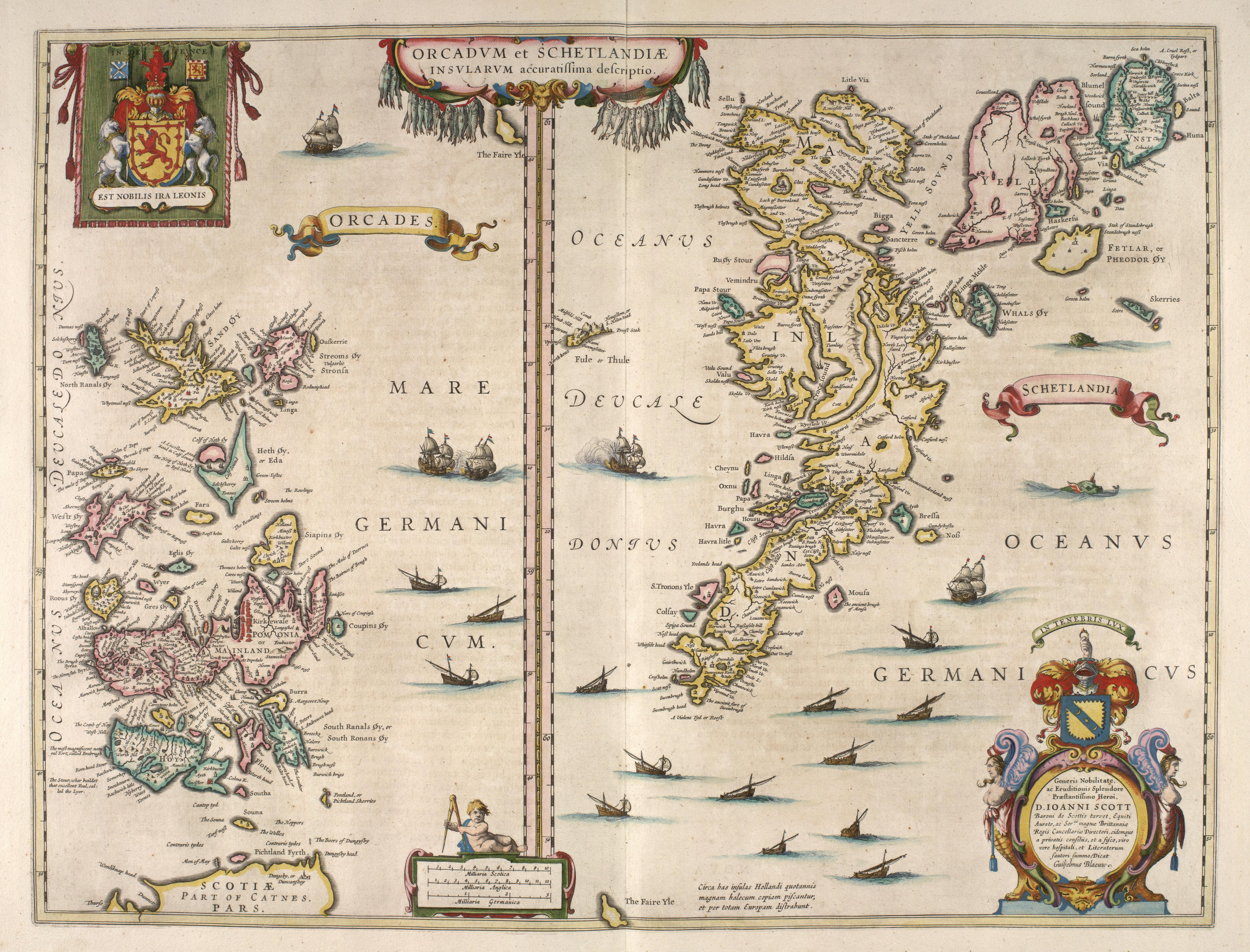
ヴィレム・ブラエウが1654年に作成したオークニーとシェトランドの地図。最初のラテン語名Orcadesがこの時代にも地図で使用されている

マッシリアのピュテアスは、紀元前322年から紀元前285年頃にブリテン諸島を訪れ、三角形の形をした北部の突端をオルカス（Orcas）と呼び表した。これは、現在ケイスネスにある半島、ダネット・ヘッドを指しており、ここからオークニー諸島が眺められる。紀元1世紀、ローマの地理学者ポンポニウス・メラは、グレート・ブリテン島北部の島嶼部をオルカデス諸島（Orcades）の名で記した。先にメラとプリニウスがこの島々について言及しているにもかかわらず、タキトゥスは紀元98年、義父グナエウス・ユリウス・アグリコラが『今まで誰にも知られていなかったオルカデスを発見し、征服した。』と主張している 。orcとはピクト人の言葉で、若いブタまたは若いイノシシを指す名詞である。古いアイルランド・ゲール語ではInsi Orc（ブタの島）と呼ばれた。オークニー諸島は現代スコットランド・ゲール語ではArcaibhと呼ばれるが、-aibhとは化石化された前置詞の格語尾を表す。ノルウェーのヴァイキングたちが島嶼部にやってきたとき、彼らはorcを、古ノルド語でアザラシを意味するorknと受け取り、島を意味する接尾辞eyを付け加えた。これによって名称は『アザラシの島』を意味するOrkneyjarとなり、後世になって英語で短縮されOrkneyとなった。

## 歴史

### 先史時代

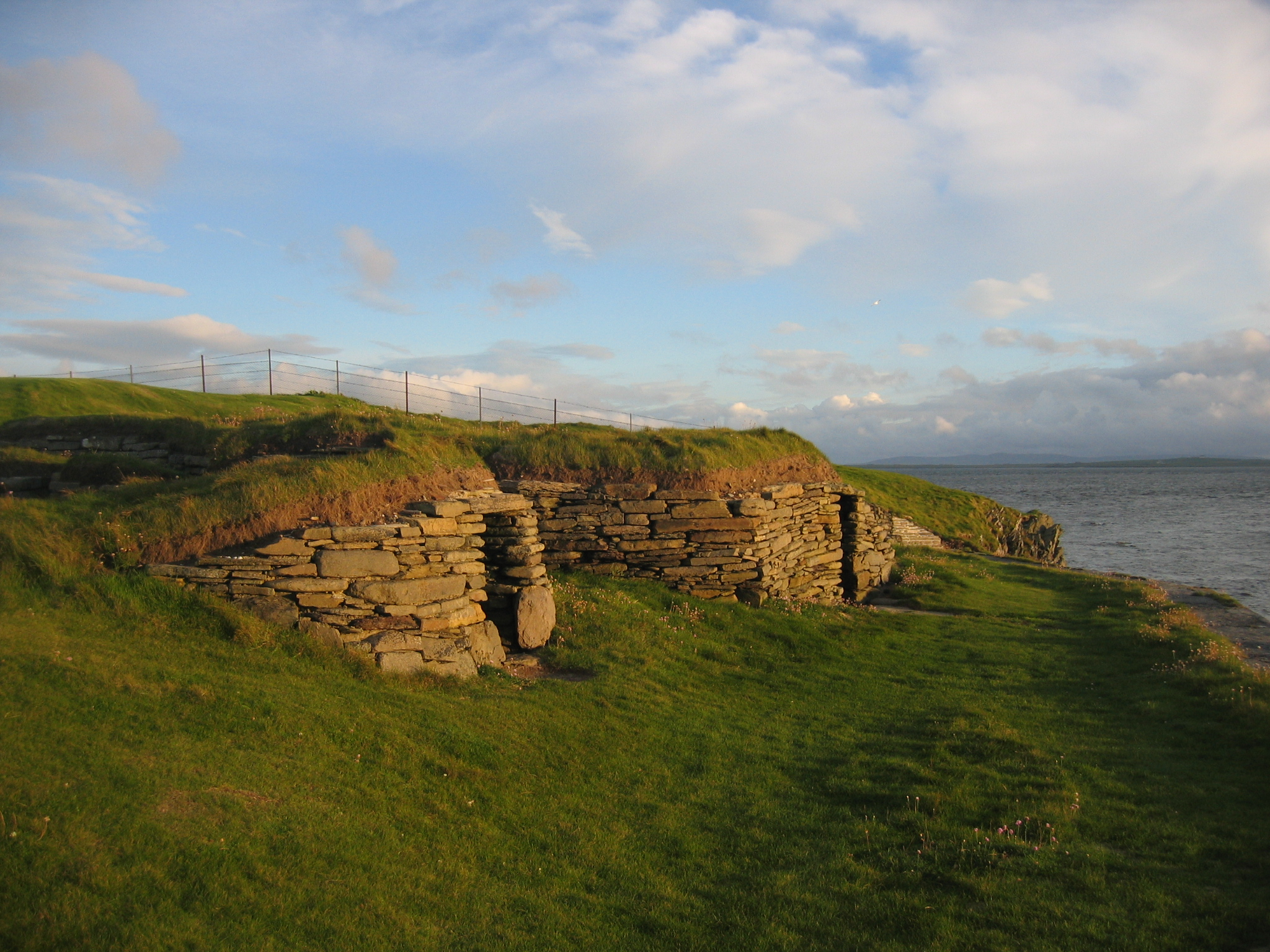
ナップ・オブ・ハワー

2007年、紀元前6820年から紀元前6660年の間のものとされる焦げたハシバミの殻が、メインランド島タンカーネスの発掘現場から発掘された。これは中石器時代の流浪の部族がいたことを示す。最初の恒久的な定住地となったのは新石器時代の農場、パパ・ウェストレー島のナップ・オブ・ハワーであった。スカラ・ブレイ集落は、ヨーロッパ有数の保存状態の良い新石器時代定住地跡である。ここは紀元前3100年頃から定住が行われていたとされる。同じ時代の他の遺跡としては、ストーンズ・オブ・ステネス、メイズハウの羨道墳、リング・オブ・ブロッガーなどの列石がある。新石器時代定住地の多くが紀元前2500年頃に打ち捨てられているが、これは気候が変化したためだとみられている。
青銅器時代には、大きな儀式用サークルが使われて続けていたけれども、金属加工技術がヨーロッパからスコットランドへゆっくりと伝わった時には、さらに大きな巨石構造物が建てられていた。この時代にできたオークニー諸島人の定住地は比較的少ない。リング・オブ・ブロッガー近くのプラムケイク・マウンド、サンデー島のトフツ・ネス、ホルム・オブ・ファレイ島の2軒の住居跡が挙げられる。

### 鉄器時代

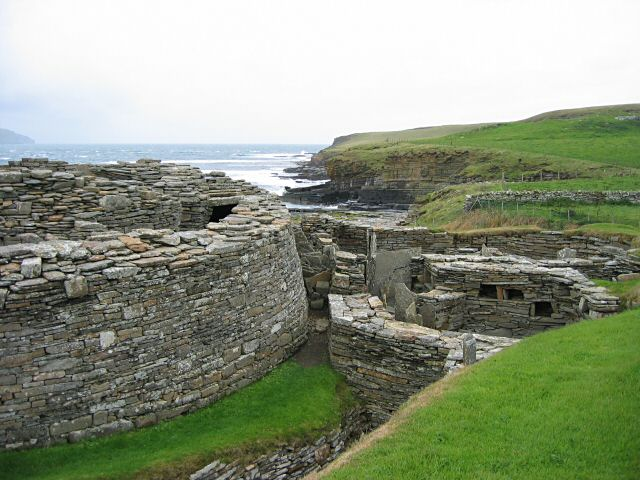
ラウゼー島のミッドハウ・ブロッホ

メインランド島カンターネスの発掘現場で、紀元前700年頃の円状住居が発見された。同じようなものがメインランド島のブやウェストレー島ピロウォール・カリーで発見された。オークニーにある最も象徴的な鉄器時代の構造物は、ブロッホと呼ばれる後方円状塔遺跡で、シャピンゼー島のバロウストン・ブロッホ、ガーネス・ブロッホのような定住地である。これらの建物の本来の姿と発祥は、進行中の議論となっている。この時代のその他の建物には、地下倉庫や輪状住居があり、後者は常により古いブロッホの土地と関連してきた。
ローマ人のブリテン島支配時代、『オークニー王』は11人いるブリテン島指導者（西暦43年、コルチェスターにおいてローマ皇帝クラウディウスに臣従したと伝えられている）の1人であった。アグリコラの艦隊が行ったり来たりした後、おそらくシャピンゼー島で碇を下ろしたのだろう。直接的なローマの影響は征服よりむしろ貿易に限られているようだった。
鉄器時代後期、オークニーはブリソン諸語を話すピクト人王国の一部となった。この時代の考古学的な遺構の印象がより薄いが、肥沃な土地とオークニーの豊かな海がピクト人に快適な暮らしを提供したであろうと仮定できるあらゆる理由がそろっていた。ピクト人の時代が終わるにつれ、ゲール人のダルリアダ王国が影響を及ぼし始めた。おそらくケルト系キリスト教伝道師の役割を通じてが第一であっただろう。これらの伝道師を記念するpapaという形容語がいくつかの島で明示されている。しかしゲール人の存在が確立される前に、ピクト人は徐々に8世紀後半からノース人によって追い払われた。この変遷の本質は論争の的となっている。ノース人によるピクト人の平和的統合からピクト人の奴隷化、そしてピクト人の大量虐殺まで、説の範囲が広がっている。

### ノルウェー支配

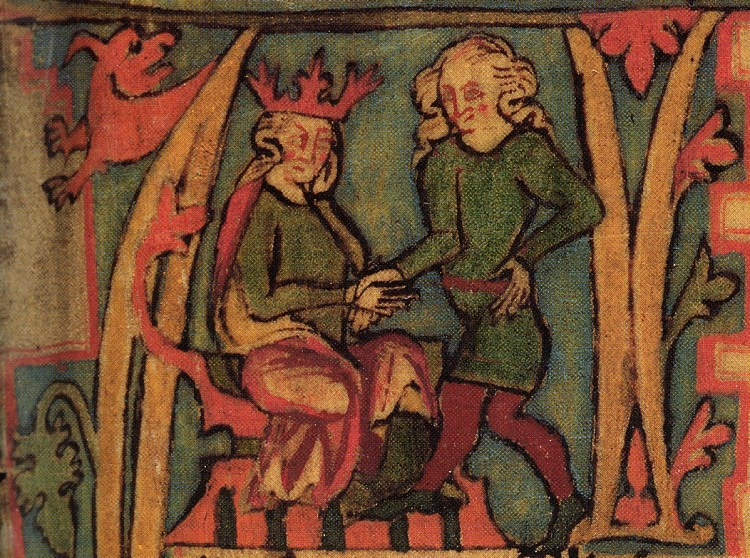
13世紀に書かれたオークニー諸島人のサガによれば、875年、ハーラル美髪王（左）がオークニーを支配下においた

8世紀後半から9世紀初頭、オークニーとシェトランドはともにノルウェー人移住者の顕著な流入を体験した。この島々をヴァイキングは、ノルウェーとスコットランド本土沿岸部に対して行う、彼らの海賊的冒険遠征の本拠地としたのである。これに対応して、875年にノルウェー王ハーラル美髪王は、オークニーとシェトランドで構成される北部諸島（Norðreyjar）を王国に併合した。スコットランドでの戦いで息子を失った償いとして、Rognvald Eysteinsson（en）はハーラル美髪王からオークニーとシェトランドを授けられた。彼が初代のオークニーのヤールである。彼の跡は弟のシグルドが継承した。しかしシグルズの子孫は辛うじて彼より長く生きたにすぎなかった。奴隷の身分からRognvaldの息子となったTorf-Einarr（en）がオークニーのヤールとなって主流となり、彼の死後も島々を支配下に置いたのである。次代は息子のトールフィンが継いだ。彼の治世に、退位したエイリーク・ハーラルセン（ハーラル美髪王の子）が954年に殺害されるまで、攻撃の本拠地としてオークニーを利用していた。トールフィンの死と、埋葬地と推定されるホクサのブロッホ（サウス・ロナルドセー島）は、オークニーのヤールの地位をめぐる一族の長い争いを招いた。

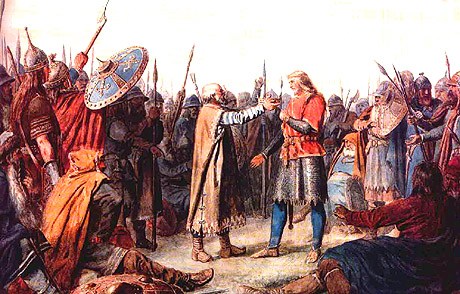
オークニー諸島を強制的にキリスト教化した、ノルウェーのオーラヴ・トリグヴァソン王。ペーテル・ニコライ・アルボによる絵画。

オークニーにキリスト教が伝来したのは、995年、アイルランドからノルウェーへ行く途上であったオーラヴ1世がサウス・ウォールズ島に立ち寄った時である。オーラヴ1世はオークニーのヤール、シグルズ（en）を召還し、『私はお前とお前の家来全員に洗礼を受けるよう命じる。お前がそれを拒むならば、私は即座にお前を殺させる。炎と刃を持って全ての島々を荒廃させることを私は誓う。』と申し渡した。驚きもせずシグルズは洗礼に同意し、これにより島々は一気にキリスト教徒の地となった。11世紀初頭にはオークニー駐在の司教を受け入れることとなった。
トルフィン・シグルドソンはシグルズの子で、スコットランド王マルカム2世の孫にあたった。シグルズのほかの息子たちとともに、彼は11世紀前半の間オークニーを治めた。そしてダブリンからシェトランドへ伸びる小さな海洋帝国に対して自らの威光を広げた。1065年頃にトルフィンが死ぬと、息子のポールとエーレンドが後を継ぎ、1066年のスタンフォード・ブリッジの戦いで戦った。成人したポールとエーレンドは争うようになり、この対立は次世代に持ち越された。1116年4月、マグヌス・エーレンドソンがいとこのホーコン・ポールソンに殺害された結果、現在もカークウォールの代表的な風景となっている聖マグナス大聖堂が建てられた。
珍しくも、トルフィンの時代以後のノルウェー系オークニーのヤールは、オークニーのためにノルウェーに忠誠を誓い、そしてケイスネスのヤールの称号保持者としてスコットランド王にも忠誠を誓っていた。11世紀から13世紀の様々な時代、オークニーはノルウェー系のマン島および島嶼部王国の一部でもあった。この王国の王たちは代々ノルウェー王の臣下であった。
Rognvald以後代々続いてきたノルウェー系ヤールの継承は、1231年のヨン・ハーラルセンのサーソーでの殺害で断絶した。ケイスネスのヤールの称号は、アンガス伯の次男マグナスへ与えられ、1236年にホーコン4世はマグナスをオークニーのヤールに認定した。1290年、幼い女王マーガレットがノルウェーからスコットランド本土へ向かう途上、オークニーで急逝した。アサル王家が断絶し、王位継承権請求者が複数現れたスコットランドは情勢が不安定となった（スコットランド独立戦争）。1379年、ロスリン男爵の称号を持つシンクレア家が、オークニーのヤールを伯爵として継承した。
オークニーにヴァイキングが実在した証拠は各地に残っている。ブロフ・オブ・ビルセー島、現在は無人島）に残る地名、諸島各地に数あまたある地名、そしてメイズハウに残るルーン文字の碑文である。

### スコットランド支配

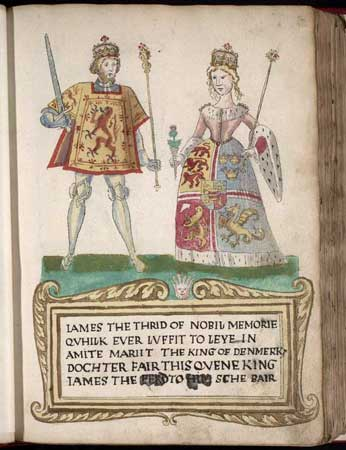
ジェームズ3世と王妃マーガレット

1468年、デンマーク・ノルウェー王クリスチャン1世は、スコットランド王ジェームズ3世と婚約した娘マルグレーテの持参金支払いの保障として、オークニー諸島をスコットランドへ貸与した。持参金が払われることはなかったため、オークニー諸島は以後スコットランド王国の一部となった。
この時代以後のオークニーの歴史は、主として支配者である貴族階級の歴史となった。一般庶民がより大きな明瞭さを持って出現してくる。スコットランド人事業家の殺到は、農夫、漁師、自らをコムニタティス・オーカディー（comunitatis Orcadie）と呼んだ商人を含む、多様で独立したコミュニティーをつくるのを助けた。彼らは人数を増やすことで、封建領主に対して自らの権利を守ることができると証明したのである。
少なくとも16世紀から、スコットランド本土とオランダの漁船がオークニーにおけるニシン漁を支配していた。19世紀になるまでオークニー諸島人の船団はわずかしかなかったが、その後急速に数を増やして1840年代にはストロンゼー島で700隻を数えた。後にはストロムネスが漁の中心地となった。他のスコットランドの漁港のように、タラ漁が中心となったことは一度もなかった。
17世紀、オークニー諸島人はカナダのハドソン湾会社で、従業員の圧倒的多数を占めていた。オークニーの厳しい気候と、真面目だというオークニー諸島人の評判、そして船を操る彼らの技術が、カナダ北部の過酷な状況に対する理想的な候補者たらしめていた。同じ時代、コンブを焼くことがオークニー諸島の基幹産業となっていた（抽出された炭酸ナトリウムは、当時の石鹸製造やガラス製造に欠かせなかった）。たとえば、シャピンゼー島で1年に生産される3,048トンの焼いた海藻で、炭酸ナトリウムが作られ、地元経済に20,000ポンドの収入をもたらしていた。
17世紀に始められていた農業の改善は、平民を囲い込む結果となった。最終的にヴィクトリア朝期になって最大かつ管理が行き届いた農場が現れた。そこでは5つに分けられたシフト制を導入し高品質の肉牛を生産していた。

### 20世紀

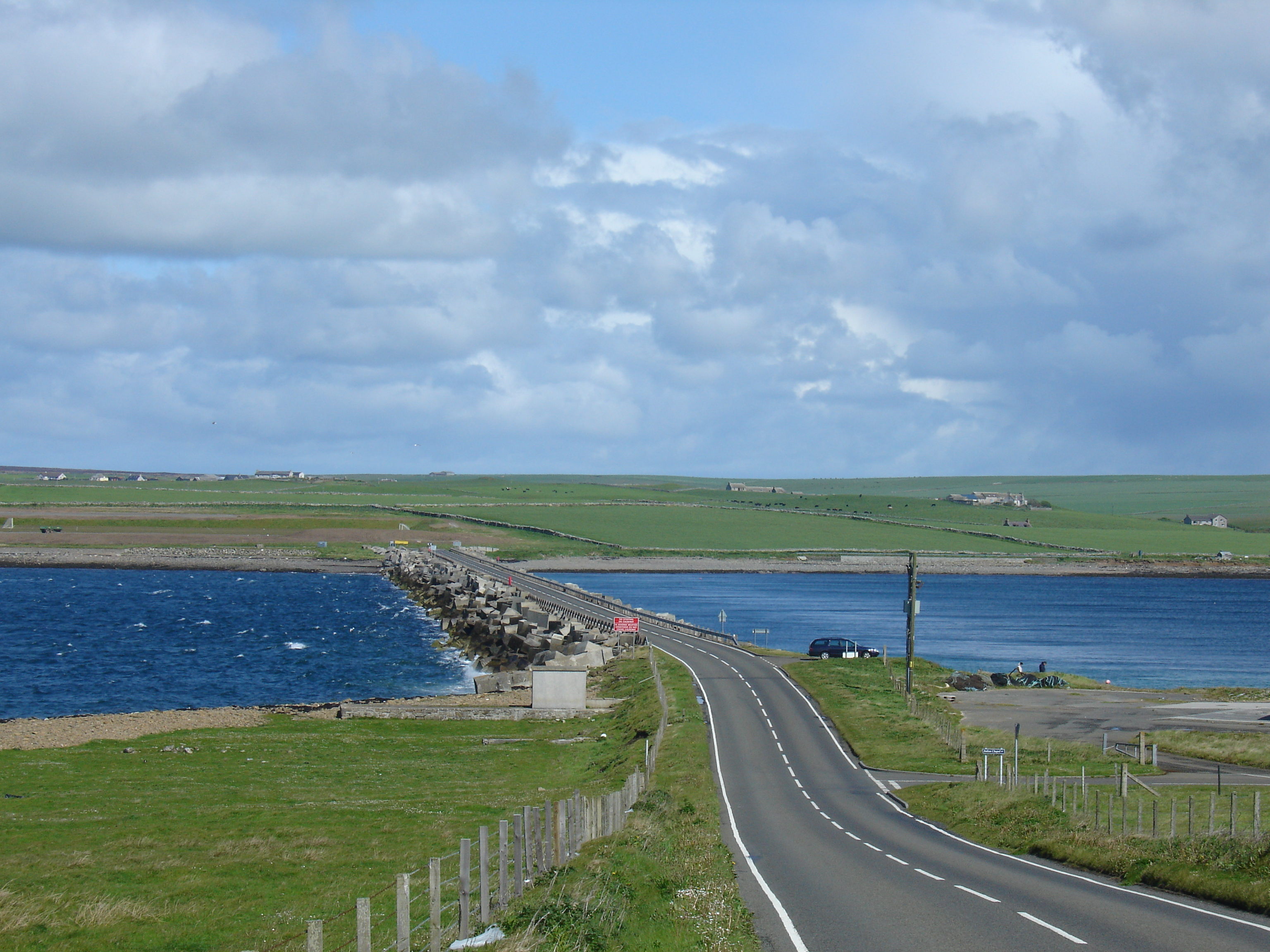
チャーチル・バリアーズ

第一次世界大戦と第二次世界大戦中、オークニーのスカパ・フローはイギリス海軍の基地として主要な役割を担った。1918年の休戦協定後、ドイツの大洋艦隊が、その将来が決まる決定がなされる間、スカパ・フローへ移されていた。しかし艦隊の大半は1919年6月に自沈した。ほとんどの船は引き揚げられたが、沈没したままの船は今や余暇を楽しむダイバーの好む場所である。
第二次世界大戦から1ヶ月が経過したころ、イギリス海軍の戦艦ロイヤル・オークが、スカパ・フローにてドイツのUボートによって沈められた。この結果、スカパ・フローへ往来可能なほとんどの水路を閉じるために土手道のチャーチル・バリアーズが建設された。この土手道は、旅行者がフェリーに依存する代わりに、陸路で島から島へと行けるという、補足的な利点があった。土手道は、捕虜となったイタリア兵が建設にたずさわった。彼らは、ラム・ホルム島に凝ったつくりのカトリック教会、イタリアン・チャペルも建てた。
海軍基地は戦後にすたれ、結局1957年に廃止された。戦後、オークニー諸島の人口減少問題は重大であった。それでも20世紀最後の10年間に復調がみられ、オークニーでの生活は、繁栄と比較的階級のない社会の創造を持続させることに集中している。

### 人口の推移
現代のオークニー諸島の人口は19世紀半ばに26,000人を超えたのがピークとなった。以後1世紀減少し続け、1970年代には17,000人を下回った。人口減少は、離島において特に深刻で、一部の離島では進行中の衰退に対して脆弱である。オークニー諸島は、スコットランドの他の島や島嶼部とは多くの点で非常に異なっているが、この傾向は他所で起こっている現象と非常に似かよっている。
| 年     | 人口     |
| 1801年 | 22,280人 |
| 1811年 | 18,531人 |
| 1821年 | 23,207人 |
| 1831年 | 24,411人 |
| 1841年 | 25,526人 |
| 1851年 | 26,409人 |

| 年     | 人口     |
| 1921年 | 24,144人 |
| 1931年 | 22,102人 |
| 1941年 | 21,688人 |
| 1951年 | 21,275人 |
| 1961年 | 19,125人 |
| 1971年 | 16,976人 |
| 1981年 | 18,418人 |
| 1991年 | 19,570人 |
| 2001年 | 19,245人 |

## オークニーの文化

### 言語と民俗
ピクト人がオークニーに定住して正確な記録としての歴史が始まったとき、彼らが話していたのはブリソン諸語であった。1970年にメインランド島で発掘されたバッククォイ・スピンドル・ホールにはオガム文字の碑文が刻まれており、オークニー諸島にノルド語以前の古アイルランド語が存在していたことを示す証拠となっている。
ノース人のオークニー占領後、オークニーの地名はすっかり古ノルド語の西ノルド語となった。古ノルド語は、オークニーやシェトランドで独自に話されるノルン語へ進化し、18世紀終わりまで細々と話されていたがついに滅びた。ノルン語は島嶼スコットランド語オークニー方言に取って代わられたのである。この方言は、テレビや教育、かなりの人数の移住者という全面的な影響のために凋落の一途を辿っている。しかしオークニー方言の使用を復活させる試みが一部の作家とラジオのキャスターによって行われている。特徴ある歌うようなアクセント、古ノルド語に起源をもつ多くの方言語は使われ続けている。訪問者に最も頻繁に遭遇したオーカディアンのことばは、小さい（small）を意味するpeedieである。これはフランス語のpetitに由来するのかもしれない。
オークニー諸島には豊富な民俗伝承がある。古い昔話の多くには、オークニー諸島とスカンジナビア半島の関係を示すトロウ（trow。トロルのオークニー方言）が関わってくる。古くの地元の風習には、ストーンズ・オブ・ステネスを構成するオーディン岩で行われる結婚の儀式も含まれていた。
現代オークニー文学の著名な象徴は、詩人エドウィン・ミュア、小説家・詩人のジョージ・マッカイ・ブラウン、小説家エリック・リンクレイターである。

### オーカディアン

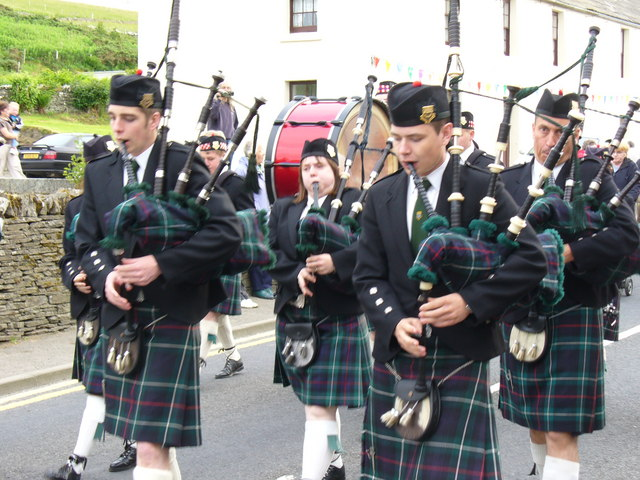
バグパイプ・バンド。フィンズタウン、メインランド島

オーカディアンとはオークニー諸島出身者を指す固有名詞である。500年以上前の1472年にオークニー伯領はスコットランドに併合されているにもかかわらず、オーカディアンはまず第一に自らを『オーカディアン』であるとし、次に『スコットランド人』であるとみなす。
オーカディアンがスコットランドについて語るとき、彼らはペントランド・ファース以南の土地のことをスコットランドとみなしている。オーカディアンがthe mainlandと言ったときは、オークニー諸島のメインランド島のことを指している。ハイランド地方で見られるようなタータン、クラン、バグパイプは、オークニー諸島土着の文化ではない。しかし、少なくとも2種類タータンがオークニーに伝わって登録されている。そしてタータンはオークニー住民の一部がサンデー島で身に着けようとしてきた。バグパイプの演奏集団がオークニーにも存在する.。
先祖代々オークニーで暮らしてきたオーカディアンは、オークニーにルーツを持たないオーカディアンを指して、フェリー・ローパーズ（ferry loupers）と呼ぶ。この名称は少なくとも200年あまり使われてきた。

## 政治
オークニー諸島は、オークニー・アンド・シェトランド選挙区の一部として庶民院に1議席を持っている。現在の国会議員はスコットランド自由民主党所属のアリステア・カーマイケルである。この議席は1950年以降自由党と、その後誕生した自由民主党が堅守している。
スコットランド議会においてオークニー選挙区は、小選挙区制によってスコットランド議会議員を1名送っている。現在の議員は、スコットランド自由民主党のリアム・マッカーサーである。マッカーサーの前任者は、元スコットランド首相ジム・ウォレスであった。
オークニー諸島議会は議員数21名で構成され、議員全員が無所属である。
オークニー・ムーヴメント党は、スコットランドからのオークニーへの自治拡大を支持しており、1987年イギリス総選挙ではオークニー・アンド・シェトランド・ムーヴメント（シェトランドの自治拡大を求めるシェトランド・ムーヴメント党との選挙連合）として選挙を争った。スコットランド国民党は、この選挙連合と議席を争わないことにした。ムーヴメントの候補者ジョン・グッドラッドは3095票を獲得して4位となったが、この試みは繰り返されなかった。

## 経済
オークニー諸島の土壌は全体的に非常に肥えており、土地の大半が農地に利用されている。農業はオークニー経済最大の重要部門で、労働人口の1/4に雇用を生み出している 。90%以上の農地が、ヒツジとウシの放牧に使われている。穀物生産は農地のおよそ4%（4,200ヘクタール）、森林はわずか134ヘクタールである。
かつてに比べると漁業がオークニー諸島の経済へ与える影響は減ったものの、2001年においても未だ345人が従事している。これはオークニー諸島の経済活動人口の約3.5%にあたり、現在の産業はニシン、タラなどの白身魚、ロブスター、カニとその他甲殻類、養殖サーモンに集中している。
現在、経済の伝統的な分野は、牛肉、チーズ、ウィスキー、ビール、魚やその他海産物の輸出である。この中で、メインランド島にあるウィスキーの蒸留所の1つハイランドパーク蒸留所は、世界最北のウィスキー蒸留所として知られている。また、同じくメインランド島にあるスキャパ蒸留所で生産されるウィスキーは、ブレンデッドウィスキーとして有名な銘柄であるバランタインのキーモルト（バランタインの香味を仕上げるために重要なウィスキー）の1つとなっていることで知られている。近年は観光業、食品製造業、飲料製造、宝石、ニットウェアやその他工芸品、建設業、フロッタ島原油ターミナルを通じての原油輸送業など、他分野が成長してきている。小売業は雇用全体の17.5%を数える。公営事業も重要な役割を担っており、オークニー諸島の労働人口の約1/3が雇用されている。

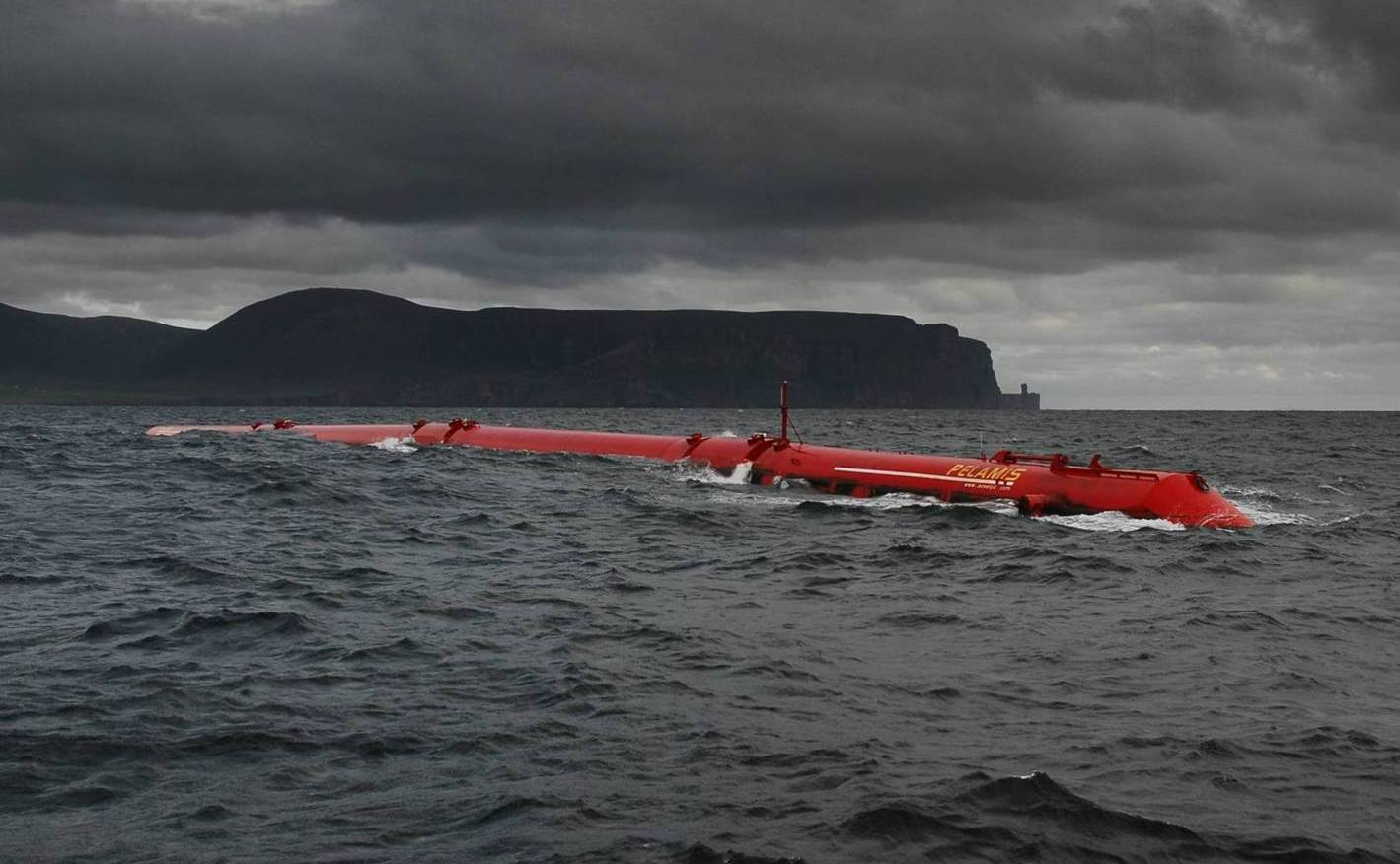
メインランド島沖合いで行われている、ペラミス波力発電機のテスト

2007年、1420あるVAT登録された企業のうち55%は、農業、漁業、林業で、12%が卸売業と建設業、12%が小売業、5%がホテルとレストランであった。さらに5%は公営事業と関連があった。これら企業の55%が、5人から49人を雇用している。
オークニー諸島は、重要な風力と海洋エネルギー資源を持っている。再生可能エネルギーは最近有力となっている。ヨーロッパ海洋エネルギー・センターは、スコットランド自治政府が後援する研究機関で、メインランド島の海上で波の試験地を設置したり、イデー島に潮力試験基地を設置している。イデー島における事業の公式開始において、『波の開発と用途に合わせた実演施設を持つ潮力装置の一種としては、世界初のもの』であると述べている。2007年、スコットランド自治政府は、イギリス最初の波力ファームに資金提供を行うと発表した。4100万ポンド以上の価格である4台のペラミス波力発電機で発生する3メガワットの能力は、世界最大となるだろう 。2007年の間、スコティッシュ・アンド・サウザン・エナジー社}はグラスゴーのストラスクライド大学と連携して、オークニーの多島海で地域パワー・ゾーンの実用化を開始した。

## 交通・輸送

### 空路
オークニー諸島のメイン空港はハイランド・アンド・アイランド空港社 (en) 経営のカークウォール空港 (en) である。
Flybe系列のローガンエアー (en) はスコットランド本土（アバディーン空港、エディンバラ空港、グラスゴー国際空港、インヴァネス空港 (en) ）への運航を行っている。シェトランド諸島のサンバラ空港への便もある。
オークニーでは、議会が空港を運営している。それにはストロンゼー島、エディ島、ノース・ロナルドセー島、ウェストレー島、パパ・ウェストレー島、サンデー島にある各空港が含まれる。ウェストレー島とパパ・ウェストレー島の間のフライトは予定でも世界で最も短いわずか2分であり、風向きによっては1分かからないこともある。

### フェリー

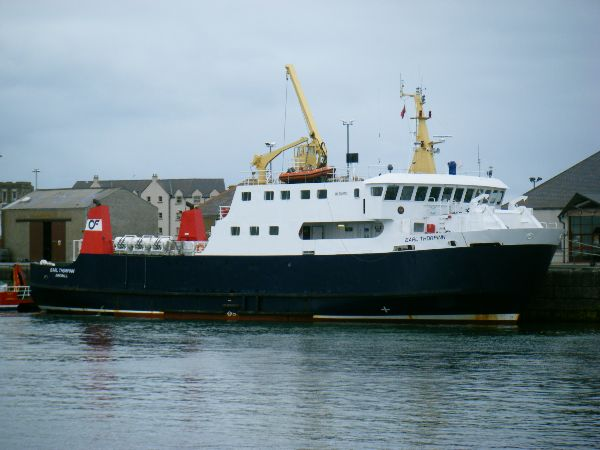
オークニー・フェリーが運航するアール・ソールフィン号

フェリーはオークニー諸島の各島、およびスコットランド本島を結ぶ重要な交通手段である。オークニー諸島からスコットランド本土、およびシェトランド諸島に向かうフェリーは次の通りである。
- ギルス湾からセントマーガレット湾（英語版）を結ぶ航路。ペントランド・フェリー（英語版）による運航。
- ジョン・オ・グロートからサウス・ロナルドセー島のバーウィック（英語版）まで。ジョン・オ・グロートフェリーによる季節運航である。
- ラーウィックからカークウォールまで。ノースリンク・フェリー（英語版）による運航。
- アバディーンからカークウォールまで。ノースリンク・フェリーによる運航。
- サーソーのスクラブスター港（英語版）からストロムネスまで。ノースリンク・フェリーによる運航。

オークニー諸島の有人島間のフェリー運航は、オークニー諸島議会が所有する会社、オークニーフェリーが運航する。

### 道路
計画段階ではあるが、オークニー諸島とスコットランド本土の15〜16キロメートルを結ぶオークニートンネルを作る計画がある。
また、メインランド島からシャピンジー島 (Shapinsay) を結ぶ海底トンネルも計画されている。